# كليم بيتشامب
كليم بيتشامب (بالإنجليزية: Clem Beauchamp)‏ مواليد 26 أغسطس 1898 في بلومفيلد - الوفاة 14 نوفمبر 1992 في سانتا روسا، هو ممثل ومخرج أمريكي هو من الفائزين بجائزة الأوسكار حيث فاز بجائزة أفضل مخرج مساعد عن فيلم حياة الرماح البنغالية وترشح لنفس الجائزة عن فيلم آخر سلالة الموهيكيين.

## روابط خارجية
- كليم بيتشامب على موقع IMDb (الإنجليزية)
- كليم بيتشامب على موقع أول موفي (الإنجليزية)
- كليم بيتشامب على موقع قاعدة بيانات الأفلام السويدية (السويدية)
- كليم بيتشامب على موقع قاعدة بيانات الفيلم (الإنجليزية)
- كليم بيتشامب على موقع كينوبويسك (الروسية)